# Эстерхази (замок)
Дворец-замок Эстерхази (нем. Schloss Esterházy) — замок в Айзенштадте, столице земли Бургенланд, бывшее владение семьи Эстерхази. Здесь располагается выставка, посвящённая этой влиятельной династии.
Замок был заложен в конце XIII века, в начале XVII века замок и территория вокруг него перешла в собственность Эстерхази. В 1663—1672 годы усадьба была выстроена заново в стиле барокко; архитектором выступил итальянец Карло Мартино Карлоне. С XVIII века интерьеры начинают переоборудоваться в стиле классицизма. Во дворце долгое время жил и работал австрийский композитор Йозеф Гайдн. Здесь для членов княжеской семьи впервые были исполнены многие его произведения. В память о венском классике в зале Гайдна в сентябре проходит фестиваль музыки Гайдна (HaydnFestspiele).
После Второй мировой войны в замке располагались правительство Бургенланда и национальный суд. Формально владельцем усадьбы продолжают считаться Эстерхази.